# 西德普拉
西德普拉（Sidhpura），是印度北方邦Etah县的一个城镇。总人口12996（2001年）。

## 人口
该地2001年总人口12996人，其中男性6887人，女性6109人；0—6岁人口2423人，其中男1287人，女1136人；识字率52.69%，其中男性为60.32%，女性为44.08%。